# Le avventure di mister Cory
Le avventure di mister Cory (Mister Cory) è un film del 1957 scritto e diretto da Blake Edwards. È basato sul racconto "Cory", scritto da Leo Rosten con lo pseudonimo di Leonard Q. Ross e pubblicato su Cosmopolitan nel 1948. Il film ha come protagonisti Tony Curtis, Martha Hyer, Charles Bickford e Kathryn Grant.

## Trama
Cory, un povero ragazzo di Chicago con un debole per il gioco d'azzardo, trova lavoro in un elegante villaggio turistico del Wisconsin come garzone. Si invaghisce dell'affascinante socialite Abby Vollard, che gioca con i sentimenti del ricco fidanzato Alex Wyncott. Sabota quindi il suo motoscafo come stratagemma per avvicinarsi a lei, ma in questo modo conosce la sorella minore di Abby, Jen, che si offre volontaria per aiutarlo a conquistare il cuore della sorella. Abby crede erroneamente che Cory sia un ospite del villaggio turistico. Lo invita a fare un viaggio a New York, ma quando Cory cerca di raccogliere fondi a una partita di poker, un ospite di nome Caldwell lo ripulisce. Abby si offende quando scopre che Cory è solo un garzone e se ne va per sempre.
Un anno dopo, a Reno per cercare fortuna, Cory incontra nuovamente Caldwell, che si scopre essere un giocatore d'azzardo professionista noto come Biloxi. Un'ulcera gli impedisce di giocare, quindi Caldwell collabora con Cory facendolo diventare il suo delegato al tavolo. Insieme tornano a Chicago quando il gangster Ruby Matrobe offre loro la possibilità di gestire un casinò illegale. Cory invita Abby alla grande apertura, poi se ne va con lei dopo aver truccato il banco in modo che il suo fidanzato Alex vinca. I due iniziano una relazione segreta.
Biloxi è disgustato dal rapporto che Cory ha con Abby, e rompe la loro collaborazione. Alex, che ora sta perdendo molto ai tavoli, si rende conto che Abby lo sta tradendo con Cory, e gli spara al braccio. Vergognandosi del suo comportamento, Cory rompe la relazione e, poiché la polizia sta per fare irruzione nel locale, fugge all'aeroporto con Biloxi. Qui incontra Jen, che gli dichiara il suo amore e si offre di raggiungerlo in seguito.

## Distribuzione

### Data di uscita
Le date di uscita internazionali sono state:
- 23 febbraio 1957 negli Stati Uniti
- 1º aprile in Giappone
- 8 maggio in Italia
- 10 maggio nei Paesi Bassi
- 7 giugno in Finlandia
- 14 giugno nel Regno Unito
- 7 agosto in Austria (Cory, der Falschspieler)
- 8 settembre in Turchia (Esrarengiz Mister Cory)
- 7 ottobre in Germania Ovest
- 23 ottobre in Francia (L'Extravagant Mr Cory)
- 16 dicembre in Svezia (Den mystiske Mr Cory)
- 6 agosto 1959 in Danimarca (Spilleren fra Chicago)
- 15 febbraio 1963 in Spagna (El temible Mister Cory)

### Edizione italiana
Il doppiaggio italiano del film fu eseguito dalla C.D.C.

### Edizioni home video
Il film fu distribuito in DVD-Video in Italia il 24 maggio 2019 dalla A&R Productions. Il DVD è privo di sottotitoli, presenti solo per tradurre dei cartelli e alcune battute il cui audio italiano è andato perduto. Come extra include una galleria fotografica e una di locandine.